# Rony Cuyt
Rony Johannes Edward Cuyt (Bornem, 22 september 1953 - Dendermonde, 30 maart 2021) was een Belgisch politicus voor de SP / sp.a. 

## Levensloop
Cuyt behaalde in 1974 het getuigschrift van leraar elektriciteit aan het Stedelijk Instituut voor Technisch Onderwijs in Mechelen en oefende dit beroep van 1974 tot 1994 uit aan het Atheneum van Willebroek. 
Hij werd politiek actief voor de socialisten. Hij werd voorzitter van de lokale afdeling van de Jongsocialisten in Bornem en secretaris van de lokale SP-afdeling en was vanaf 1977 lid van het arrondissementsbestuur van de socialisten in Mechelen. Van 1999 tot 2002 was hij tevens voorzitter van de SP-federatie van Mechelen-Turnhout.
In oktober 1982 werd Cuyt verkozen tot gemeenteraadslid van Bornem, wat hij bleef tot eind 2018. Hij was er tevens fractieleider voor zijn partij. Van december 1987 tot december 1991 was hij tevens provincieraadslid van Antwerpen, een functie die hij van oktober 1994 tot juni 1995 opnieuw uitoefende. Als provincieraadslid legde hij zich toe op het beleid rond welzijn en volksgezondheid, economie en sport. 
In juni 1995 nam Cuyt ontslag als provincieraadslid nadat hij voor het kiesarrondissement Mechelen-Turnhout was verkozen in de Kamer van volksvertegenwoordigers. Hij zetelde er tot aan de verkiezingen van juni 1999, toen hij niet herkozen raakte. In de Kamer zetelde Cuyt in de commissie Landsverdediging en legde hij zich tevens toe op verkeersveiligheid. Na zijn periode in de Kamer keerde Cuyt terug naar de provinciale politiek en zetelde hij van 2000 tot 2018 opnieuw in de Antwerpse provincieraad. Van 2001 tot 2018 was hij ondervoorzitter van de provincieraad en van 2001 tot 2003 was hij tevens commissaris van de Provinciale en Intercommunale Drinkwatermaatschappij der Provincie Antwerpen. 
Van 1999 tot 2003 was Cuyt kabinetsadviseur voor Frank Vandenbroucke, toenmalig minister van Sociale Zaken en Pensioenen. Daarna was hij van 2003 tot 2005 expert Nationale Loterij in de beleidscel op het kabinet van Johan Vande Lanotte, toenmalig vicepremier en Minister van Begroting en Overheidsbedrijven. Ten slotte werd hij in 2005 manager voor de subsidies Jeugd en Sport bij de Nationale Loterij, hetgeen hij bleef tot aan zijn pensioen. 
Hij overleed in maart 2021 op 67-jarige leeftijd ten gevolge van een Covid-19-besmetting.